# 祿真
祿眞（?—?），朝鲜半岛新罗人，姓字未詳。父亲是秀奉一吉湌。
祿眞二十三歲开始出仕，历任內外官，憲德王十年（818年），爲執事侍郞。憲德王十四年（822年），國王無嗣子，以母弟金秀宗爲儲貳，入月池宮。当時，金忠恭角干爲上大等，坐政事堂，考询拟定內外官职。金忠恭得病，召國醫診脈，医生说：“病在心臟，須服龍齒湯。”于是告假三七日，闭門不見賓客。
於是祿眞造访請見，門人不让他进。祿眞说：“下官不是不知相公因疾謝客，而是要在左右獻一言，以開解忧鬱之慮，所以來此，如果不見，則不敢退回。”門人再三通禀，於是引見。祿眞進言：“听说相公寶體不調，到达非早朝晩罷，蒙犯風露，以傷榮衛之和，失支體之安的程度了吗？”金忠恭回答：“未到那种程度，只是昏昏沉沉，精神不快。”祿眞说：“但是相公的病，不須藥石，不須針砭，可以用至言高論，一攻而破，相公想听吗？”他说：“願聽玉音，洗我胸臆。”
祿眞说：“古代賢宰相爲政又有什么差異？才高者置之高位，才小者授之薄任。內則六官、百執事，外則方伯、連率、郡守、縣令，朝無闕位，位無非人，上下定矣，分别賢与不肖，然後王政可成。现在不然，徇私滅公。爲人擇官，愛他即使不材也送他上於雲霄，恨他雖有才能也害他陷於溝壑。取捨混其心，是非亂其志，國事浑濁。如果當官淸白，办事恪恭，杜绝贿赂，遠离請託，黜陟予奪不以愛憎。像权衡一样，不可枉以輕重；如准繩一样，不可欺以曲直。像这样，則刑政允穆，國家和平，即使開孫弘之閤，置曹參之酒，與朋友故舊，談笑自樂也可以。又何必服餌廢事？”
角干金忠恭於是謝遣醫官，朝见王室。憲德王问：“听说卿剋日服藥，何以來朝？”金忠恭回答：”臣聞祿眞之言，同於藥石，豈止喝龍齒湯而已哉？”于是爲国王一一陳说。憲德王说：”寡人爲君，卿爲相，有人直言如此，那有比如此更值得欢喜的？不可使儲君不知，宜往月池宮。”儲君金秀宗听说，入賀道：”听说君明則臣直，此也是國家的美事。”後来熊川州都督金憲昌反叛，憲德王擧兵討伐，祿眞從事有功。国王授位大阿湌，祿眞推辭不受。